# Thể thao dưới nước tại Đại hội Thể thao Đông Nam Á 2007
Thể thao dưới nước tại Đại hội Thể thao Đông Nam Á năm 2007 được tổ chức tại Trung tâm Thể thao Kỷ niệm 80 năm Ngày sinh Quốc vương Thái Lan, thành phố Nakhon Ratchasima, Thái Lan. Bao gồm 3 phân môn chính là: bơi lội, nhảy cầu và bóng nước.

## Bơi lội
Môn bơi lội diễn ra từ ngày 7 đến ngày 11 tháng 12 năm 2007 với 32 nội dung thi đấu.

### Quốc gia tham dự
Có 9 quốc gia tham dự (số vận động viên nằm trong dấu ngoặc đơn):
- Campuchia (4)
- Indonesia (22)
- Lào (10)
- Malaysia (23)
- Myanmar (5)
- Philippines (14)
- Singapore (22)
- Thái Lan (12)
- Việt Nam (6)

Ghi chú: Brunei và Đông Timor không tham gia thi đấu.

### Bảng huy chương
| Hạng               | Đoàn               | Vàng | Bạc | Đồng | Tổng số |
| ------------------ | ------------------ | ---- | --- | ---- | ------- |
| 1                  | Singapore (SIN)    | 11   | 9   | 6    | 26      |
| 2                  | Philippines (PHI)  | 8    | 3   | 7    | 18      |
| 3                  | Malaysia (MAS)     | 7    | 8   | 8    | 23      |
| 4                  | Thái Lan (THA)     | 5    | 7   | 8    | 20      |
| 5                  | Việt Nam (VIE)     | 1    | 0   | 1    | 2       |
| 6                  | Indonesia (INA)    | 0    | 5   | 2    | 7       |
| Tổng số (6 đơn vị) | Tổng số (6 đơn vị) | 32   | 32  | 32   | 96      |

### Tóm tắt kết quả

#### Nam
| Nội dung                   | Vàng                                                                                               | Vàng     | Bạc | Bạc      | Đồng | Đồng     |
| -------------------------- | -------------------------------------------------------------------------------------------------- | -------- | --- | -------- | --- | -------- |
| 50 m tự do                 | Daniel Coakley · Philippines                                                                       | 22.80    | Arwut Chinnapasaen · Thái Lan                                                                                       | 23.24    | Russell Ong · Singapore                                                                                 | 23.51    |
| 100 m tự do                | Bryan Tay Zhi Rong · Singapore                                                                     | 51.23    | Daniel Bego · Malaysia                                                                                              | 51.53    | Kendrick Uy · Philippines                                                                               | 52.16    |
| 200 m tự do                | Daniel Bego · Malaysia                                                                             | 1:52.32  | Bryan Tay Zhi Rong · Singapore                                                                                      | 1:52.98  | Miguel Molina · Philippines                                                                             | 1:53.59  |
| 400 m tự do                | Tharnawat Thanakornworakiart · Thái Lan                                                            | 3:59.08  | Marcus Cheah Ming Zhe · Singapore                                                                                   | 3:59.61  | Ryan Arabejo · Philippines                                                                              | 3:59.81  |
| 1500 m tự do               | Ryan Arabejo · Philippines                                                                         | 15:53.16 | Tharnawat Thanakornworakiart · Thái Lan                                                                             | 15:58.92 | Marcus Cheah Ming Zhe · Singapore                                                                       | 16:07.99 |
|                            | |          | |          | |          |
| 100 m bơi ngửa             | Zach Ong · Singapore                                                                               | 59.46    | Glenn Victor Sutanto · Indonesia                                                                                    | 59.56    | Đỗ Huy Long · Việt Nam                                                                                  | 59.60    |
| 200 m bơi ngửa             | Ryan Arabejo · Philippines                                                                         | 2:05.82  | Zach Ong · Singapore                                                                                                | 2:08.17  | Marcus Cheah Ming Zhe · Singapore                                                                       | 2:09.32  |
|                            | |          | |          | |          |
| 100 m bơi ếch              | Nguyễn Hữu Việt · Việt Nam                                                                         | 1:03.73  | Worawut Ampaiwan · Thái Lan                                                                                         | 1:03.95  | Radomyos Matjiur · Thái Lan                                                                             | 1:04.66  |
| 200 m bơi ếch              | Miguel Molina · Philippines                                                                        | 2:18.11  | Billy Arfianto · Indonesia                                                                                          | 2:20.87  | Worawut Ampaiwan · Thái Lan                                                                             | 2:21.32  |
|                            | |          | |          | |          |
| 100 m bơi bướm             | Daniel Bego · Malaysia                                                                             | 54.33    | James Walsh · Philippines                                                                                           | 55.47    | Andy Wibowo · Indonesia                                                                                 | 55.59    |
| 200 m bơi bướm             | James Walsh · Philippines                                                                          | 2:00.45  | Donny Utomo · Indonesia                                                                                             | 2:00.81  | Daniel Bego · Malaysia                                                                                  | 2:03.97  |
|                            | |          | |          | |          |
| 200 m hỗn hợp cá nhân      | Miguel Molina · Philippines                                                                        | 2:05.50  | Radomyos Matjiur · Thái Lan                                                                                         | 2:09.12  | Muhammad Akbar Nasution · Indonesia                                                                     | 2:09.25  |
| 400 m hỗn hợp cá nhân      | Miguel Molina · Philippines                                                                        | 4:28.85  | Muhammad Akbar Nasution · Indonesia                                                                                 | 4:28.91  | Lim Zhi Cong · Singapore                                                                                | 4:40.42  |
|                            | |          | |          | |          |
| 4 × 100 m tiếp sức tự do   | Singapore (SIN) · Russell Ong · Jeffrey Shu Shi Rong · Nicholas Tan Xue Wei · Bryan Tay Zhi Rong   | 3:26.70  | Philippines (PHI) · Daniel Coakley · James Walsh · Kendrick Uy · Miguel Molina                                      | 3:27.70  | Thái Lan (THA) · Kunanon Kittipute · Radomyos Matjiur · Thanyanant Phadungkiatwatana · Suriya Suksuphak | 3:32.59  |
| 4 × 200 m tiếp sức tự do   | Singapore (SIN) · Marcus Cheah Ming Zhe · Joshua Lim Wen Hao · Bryan Tay Zhi Rong · Thum Bing Ming | 7:38.62  | Thái Lan (THA) · Kunanon Kittipute · Radomyos Matjiur · Thanyanant Phadungkiatwatana · Tharnawat Thanakornworakiart | 7:43.26  | Malaysia (MAS) · Eric Chang · Daniel Bego · Kevin Lim · Kevin Yeap Soon Choy                            | 7:43.28  |
| 4 × 100 m tiếp sức hỗn hợp | Philippines (PHI) · Daniel Coakley · James Walsh · Miguel Molina · Ryan Arabejo                    | 3:49.28  | Indonesia (INA) · Andy Wibowo · Glenn Victor Sutanto · Herry Yudhianto · Richard Sam Bera                           | 3:51.72  | Singapore (SIN) · Zach Ong · Jeffrey Shu Shi Rong · Leonard Tan Jin · Bryan Tay Zhi Rong                | 3:52.14  |

#### Nữ
| Nội dung                   | Vàng                                                                                                   | Vàng    | Bạc                                                                                              | Bạc     | Đồng                                                                                                   | Đồng    |
| -------------------------- | --- | ------- | ------------------------------------------------------------------------------------------------ | ------- | --- | ------- |
| 50 m tự do                 | Chui Lai Kwan · Malaysia                                                                               | 26.63   | Leung Chii Lin · Malaysia                                                                        | 26.79   | Natnapa Prommuenwai · Thái Lan                                                                         | 26.80   |
| 100 m tự do                | Natthanan Junkrajang · Thái Lan                                                                        | 57.55   | Quah Ting Wen · Singapore                                                                        | 58.14   | Jiratida Phinyosophon · Thái Lan                                                                       | 58.45   |
| 200 m tự do                | Natthanan Junkrajang · Thái Lan                                                                        | 2:03.00 | Quah Ting Wen · Singapore                                                                        | 2:03.55 | Erica Totten · Philippines                                                                             | 2:05.75 |
| 400 m tự do                | Khoo Cai Lin · Malaysia                                                                                | 4:18.20 | Natthanan Junkrajang · Thái Lan                                                                  | 4:20.01 | Rutai Santadvatana · Thái Lan                                                                          | 4:22.55 |
| 800 m tự do                | Khoo Cai Lin · Malaysia                                                                                | 8:47.80 | Lynette Lim Shu-En · Singapore                                                                   | 8:56.19 | Lew Yih Wey · Malaysia                                                                                 | 9:00.43 |
|                            | |         |                                                                                                  |         | |         |
| 100 m bơi ngửa             | Tao Li · Singapore                                                                                     | 1:04.05 | Shana Lim Jia Yi · Singapore                                                                     | 1:04.74 | Chai Sook Fun · Malaysia                                                                               | 1:06.03 |
| 200 m bơi ngửa             | Lew Yih Wey · Malaysia                                                                                 | 2:17.39 | Nimitta Thaveesupsoonthorn · Thái Lan                                                            | 2:20.84 | Shana Lim Jia Yi · Singapore                                                                           | 2:21.43 |
|                            | |         |                                                                                                  |         | |         |
| 100 m bơi ếch              | Nicolette Teo Wei-min · Singapore                                                                      | 1:10.15 | Siow Yi Ting · Malaysia                                                                          | 1:12.65 | Jaclyn Pangilinan · Philippines                                                                        | 1:13.57 |
| 200 m bơi ếch              | Nicolette Teo Wei-min · Singapore                                                                      | 2:31.96 | Siow Yi Ting · Malaysia                                                                          | 2:32.55 | Jaclyn Pangilinan · Philippines                                                                        | 2:39.16 |
|                            | |         |                                                                                                  |         | |         |
| 100 m bơi bướm             | Tao Li · Singapore                                                                                     | 1:00.33 | Louisa Los Santos · Malaysia                                                                     | 1:02.08 | Marellyn Liew · Malaysia                                                                               | 1:02.25 |
| 200 m bơi bướm             | Tao Li · Singapore                                                                                     | 2:15.63 | Erica Totten · Philippines                                                                       | 2:16.79 | Hii Siew Siew · Malaysia                                                                               | 2:20.71 |
|                            | |         |                                                                                                  |         | |         |
| 200 m hỗn hợp cá nhân      | Siow Yi Ting · Malaysia                                                                                | 2:18.52 | Tao Li · Singapore                                                                               | 2:20.80 | Nimitta Thaveesupsoonthorn · Thái Lan                                                                  | 2:21.22 |
| 400 m hỗn hợp cá nhân      | Quah Ting Wen · Singapore                                                                              | 4:53.90 | Siow Yi Ting · Malaysia                                                                          | 4:54.11 | Lew Yih Wey · Malaysia                                                                                 | 4:55.86 |
|                            | |         |                                                                                                  |         | |         |
| 4 × 100 m tiếp sức tự do   | Thái Lan (THA) · Natthanan Junkrajang · Pannika Prachgosin · Jiratida Yosophon · Pilin Tachakittiranan | 3:51.86 | Malaysia (MAS) · Heidi Gan · Khoo Cai Lin · Leung Chii Lin · Siow Yi Ting                        | 3:54.91 | Philippines (PHI) · Erica Totten · Maria Georgina Gandionco · Jaclyn Pangilinan · Nicole Santiago      | 4:01.72 |
| 4 × 200 m tiếp sức tự do   | Thái Lan (THA) · Natthanan Junkrajang · Jiratida Yosophon · Rutai Vatana · Pilin Tachakittiranan ·     | 8:20.77 | Singapore (SIN) · Lynette Lim Shu-En · Amanda Lim Xiang Qi · Quah Ting Wen · Mylene Ong Chui Bin | 8:26.23 | Malaysia (MAS) · Heidi Gan · Khoo Cai Lin · Lew Yih Wey · Ong Ming Xiu                                 | 8:27.13 |
| 4 × 100 m tiếp sức hỗn hợp | Singapore (SIN) · Shana Lim Jia Yi · Nicolette Teo Wei-min · Tao Li · Quah Ting Wen                    | 4:13.18 | Malaysia (MAS) · Chai Sook Fun · Leung Chii Lin · Louisa Los Santos · Siow Yi Ting               | 4:19.33 | Thái Lan (THA) · Wenika Kaewchaiwong · Natthanan Junkrajang · Natnapa Prommuenwai · Phantira Saraikarn | 4:25.00 |

## Nhảy cầu
Môn nhảy cầu được tổ chức từ ngày 12 đến ngày 15 tháng 12 năm 2007, bao gồm các nội dung đơn và đôi cho cả nam và nữ. Có tổng cộng 10 bộ huy chương vàng được trao.

### Quốc gia tham dự
- Indonesia (7)
- Malaysia (8)
- Myanmar (8)
- Philippines (7)
- Thái Lan (6)
- Việt Nam (5)

Brunei, Campuchia, Lào, Singapore và Timor Leste không tham gia thi đấu.

### Bảng huy chương
| Hạng               | Đoàn               | Vàng | Bạc | Đồng | Tổng số |
| ------------------ | ------------------ | ---- | --- | ---- | ------- |
| 1                  | Malaysia           | 7    | 3   | 3    | 13      |
| 2                  | Philippines        | 2    | 4   | 1    | 7       |
| 3                  | Indonesia          | 1    | 1   | 3    | 5       |
| 4                  | Việt Nam           | 0    | 2   | 2    | 4       |
| 5                  | Thái Lan           | 0    | 0   | 1    | 1       |
| Tổng số (5 đơn vị) | Tổng số (5 đơn vị) | 10   | 10  | 10   | 30      |

### Tóm tắt kết quả

#### Nam
| Nội dung          | Vàng                                          | Vàng   | Bạc                                       | Bạc    | Đồng                                         | Đồng   |
| ----------------- | --------------------------------------------- | ------ | ----------------------------------------- | ------ | -------------------------------------------- | ------ |
| 1 m cầu mềm       | Yeoh Ken Nee · Malaysia                       | 416.05 | Zardo Domenios · Philippines              | 380.85 | Rossharisham Roslan · Malaysia               | 361.50 |
| 3 m cầu mềm       | Yeoh Ken Nee · Malaysia                       | 444.05 | Rossharisham Roslan · Malaysia            | 435.65 | Zardo Domenios · Philippines                 | 407.40 |
| 10 m cầu cứng     | Bryan Nickson Lomas · Malaysia                | 429.70 | Rexel Ryan Fabriga · Philippines          | 419.90 | Mohamed Nasrullah · Indonesia                | 401.10 |
| 3 m cầu mềm đôi   | Malaysia · Yeoh Ken Nee · Rossharisham Roslan | 416.76 | Philippines · Zardo Domenios · Niño Carog | 366.42 | Việt Nam · Vũ Anh Duy · Nguyễn Minh Sang     | 324.93 |
| 10 m cầu cứng đôi | Philippines · Rexel Ryan Fabriga · Jaime Asok | 376.72 | Việt Nam · Vũ Anh Duy · Nguyễn Minh Sang  | 365.04 | Indonesia · Mohamed Nasrullah · Husaini Noor | 357.96 |

#### Nữ
| Nội dung          | Vàng                                           | Vàng   | Bạc                                                  | Bạc    | Đồng                                                   | Đồng   |
| ----------------- | ---------------------------------------------- | ------ | ---------------------------------------------------- | ------ | ------------------------------------------------------ | ------ |
| 1 m cầu mềm       | Leong Mun Yee · Malaysia                       | 278.30 | Sheila Mae Pérez · Philippines                       | 265.80 | Elizabeth Jimie · Malaysia                             | 263.10 |
| 3 m cầu mềm       | Sheila Mae Pérez · Philippines                 | 316.60 | Leong Mun Yee · Malaysia                             | 306.90 | Hoàng Thanh Trà · Việt Nam                             | 300.80 |
| 10 m cầu cứng     | Shenny Ratna Amelia · Indonesia                | 345.30 | Pandelela Rinong · Malaysia                          | 308.85 | Cheong Jun Hoong · Malaysia                            | 300.25 |
| 3 m cầu mềm đôi   | Malaysia · Elizabeth Jimie · Leong Mun Yee     | 281.28 | Việt Nam · Hoàng Thanh Trà · Nguyễn Hoài Anh         | 260.31 | Indonesia · Nani Suryani Wulansari · Eka Purnama Indah | 256.02 |
| 10 m cầu cứng đôi | Malaysia · Pandelela Rinong · Cheong Jun Hoong | 293.79 | Indonesia · Shenny Ratna Amelia · Herlyani Sukmahati | 270.12 | Thái Lan · Sukrutai Tommaoros · Dangjai Putsadee       | 208.17 |

## Bóng nước
Môn bóng nước được tổ chức từ ngày 7 đến ngày 11 tháng 12 năm 2007. 6 đội tham gia thi đấu vòng tròn một lượt, Đương kim vô địch Singapore bảo vệ thành công danh hiệu của mình, đánh dấu lần thứ 22 liên tiếp giành huy chương vàng kể từ năm 1965, bao gồm cả kỳ đại hội lần này.

### Quốc gia tham dự
- Indonesia (13)
- Malaysia (14)
- Philippines (13)
- Singapore (13)
- Thái Lan (13)
- Việt Nam (13)

Brunei Darussalam, Campuchia, Lào, Myanmar và Timor Leste không tham gia thi đấu.

### Bảng huy chương
*   Nước chủ nhà
| Hạng               | Đoàn               | Vàng | Bạc | Đồng | Tổng số |
| ------------------ | ------------------ | ---- | --- | ---- | ------- |
| 1                  | Singapore          | 1    | 0   | 0    | 1       |
| 2                  | Philippines        | 0    | 1   | 0    | 1       |
| 3                  | Indonesia          | 0    | 0   | 1    | 1       |
| Tổng số (3 đơn vị) | Tổng số (3 đơn vị) | 1    | 1   | 1    | 3       |

### Tóm tắt kết quả
| Nội dung | Vàng | Bạc | Đồng |
| -------- | --- | --- | --- |
| Nam      | Singapore (SIN) · Alvin Lee Kok Wang · Alvin Poh Hock Yen · Eugene Ng Wai Chin · Eugene Teo Zhenwei · Kelvin Ong Wei Sheng · Kenneth Wee · Lin Di Yan · Lin Di Yang · Luo Nan · Nigel Tay Sin Chao · Paul Louis Tan Jwee Ann · Terence Tan Wei Keong · Yip Renkai | Philippines (PHI) · Allan Payawal · Almax Laurel · Dale Evangelista · Danny de la Torre · Ernesto Pabalan · Frazier Alamara · Johnny Uba · Michael Jorolan · Monsuito Pelenio · Norton Alamara · Sherwin de la Paz · Tani Gomez · Teodoro Cañete | Indonesia (INA) · Andreas Rully Inkiriwang · Dwinanto Ribowo · Hendra Jaya Putra Toufik · Hendrik Sugianto · Henry Marciano Raditya · Heryansyah Saragih · Indrawan Ginting · Indri · Kemas Achmad Mahyuddin · Maulana Bayu Herfianto · Rezza Auditya Putra · Soedorman Prajogo · Soesanto Prajogo |

### Kết quả chi tiết
Xếp hạng chung cuộc
| Đội tuyển      | Pld | W | D | L | GF | GA | GD  | Pts |
| -------------- | --- | - | - | - | -- | -- | --- | --- |
| 1. Singapore   | 5   | 5 | 0 | 0 | 70 | 24 | 46  | 10  |
| 2. Philippines | 5   | 3 | 1 | 1 | 61 | 37 | 24  | 7   |
| 3. Indonesia   | 5   | 3 | 0 | 2 | 57 | 57 | 0   | 6   |
| 4. Thailand    | 5   | 2 | 1 | 2 | 43 | 47 | -4  | 5   |
| 5. Vietnam     | 5   | 1 | 0 | 4 | 39 | 67 | -28 | 2   |
| 6. Malaysia    | 5   | 0 | 0 | 5 | 29 | 67 | -38 | 0   |

Kết quả
| 7 tháng 12 năm 2007  |                           |             |
| Malaysia             | 6 – 15 (1–5,2–3,3–4,0–3)  | Philippines |
| Indonesia            | 19 – 11 (6–1,3–4,3–2,7–4) | Việt Nam    |
| Thái Lan             | 5 – 15 (1–3,2–4,2–4,0–4)  | Singapore   |
| 8 tháng 12 năm 2007  |                           |             |
| Philippines          | 3 – 7 (1–2,0–1,0–2,2–2)   | Singapore   |
| Malaysia             | 7 – 15 (0–0,2–5,4–3,1–7)  | Indonesia   |
| Việt Nam             | 7 – 9 (1–2,2–2,3–3,1–2)   | Thái Lan    |
| 9 tháng 12 năm 2007  |                           |             |
| Singapore            | 20 – 7 (3–2,6–1,6–2,5–2)  | Việt Nam    |
| Indonesia            | 9 – 20 (1–6,1–6,4–3,3–5)  | Philippines |
| Thái Lan             | 13 – 7 (5–4,3–0,2–3,3–0)  | Malaysia    |
| 10 tháng 12 năm 2007 |                           |             |
| Philippines          | 13 – 5 (2–3,2–1,2–1,7–0)  | Việt Nam    |
| Malaysia             | 3 – 15 (2–3,0–3,1–6,–3)   | Singapore   |
| Indonesia            | 8 – 6 (4–1,1–0,2–2,1–3)   | Thái Lan    |
| 11 tháng 12 năm 2007 |                           |             |
| Indonesia            | 6 – 13 (1–2,1–2,1–3,3–6)  | Singapore   |
| Malaysia             | 6 – 9 (2–2,0–1,2–4,2–2)   | Việt Nam    |
| Thailand             | 10 – 10 (1–3,3–3,5–2,1–2) | Philippines |